# Петко Попов (юрист)
Вижте пояснителната страница за други личности с името Петко Попов.
Петко Станев Попов е български юрист. Професор и заместник-ректор на Софийския университет „Свети Климент Охридски“ в периода 1989 – 1991 г.

## Биография
Петко Попов е роден на 1 април 1932 г. Завършва Юридическия факултет на Софийския университет „Св. Климент Охридски“ през 1955 г. Защитил докторска дисертация с тема „Членствено правоотношение в жилищно-строителната кооперация“ (рецензенти проф. В. Таджер и проф. Л. Ненова) на 19 май 1972 г. Специализирал е във Франция, СССР, Германия.
От 1955 до 1961 г. е районен прокурор в Кубрат и заместник окръжен прокурор в Разград.
Последователно става асистент (1962), старши асистент (1970), доцент (1975) и професор (1987) в Софийския университет. В периода 1978 – 1983 г. е заместник-декан на Юридическия факултет, 2 пъти е ръководител на Катедрата по гражданскоправни науки – през 1988 – 1993 и 1995 – 2000 г. Основател и дългогодишен директор на института по германско и европейско право на Юридическия факултет на СУ „Св. Климент Охридски“. Член на специализирания научен съвет по правни науки, научен ръководител и рецензент, научен ръководител на студентския кръжок по гражданско право.
Работил е в областта на гражданското, облигационното, търговското и кооперативното право.